# 朝井リョウ&加藤千恵のオールナイトニッポン0(ZERO)
『朝井リョウと加藤千恵のオールナイトニッポン0(ZERO)』（あさいリョウとかとうちえのオールナイトニッポンゼロ）は、『ラブレターズのオールナイトニッポン0(ZERO)』の後続番組として、2015年4月3日未明からスタートした番組。
レギュラー放送としては2016年3月25日放送分をもって最終回を迎えたが、2022年10月22日に6年半ぶりの復活特番を放送して以降は年1回の特別番組として放送されている。

## 概要
2人とも、ラジオパーソナリティを務めるのは、この番組が初めてとなる。特に、朝井はあらゆるラジオ番組に、リスナーとしてたびたび投稿している。
その朝井は、「許してくださいという気持ちです。面白い話ができるわけでも名前に引きがあるわけでもなく、ただ『ラジオを聴くのが好き』という人間にこんな枠を預けるなんてニッポン放送はどうしたんでしょうか」とした上で「自分が好きだったさまざまな番組のエッセンスを詰め込み、それをオリジナリティーと言い張りたいと思います。よろしくお願い致します！」と抱負を述べている。
加藤はメールメッセージを「カード」と称し、電子メールアドレスも「カードアドレス」と読み替えている（加藤曰く『辻仁成のオールナイトニッポン』においてハガキをカードと呼んでいたことに由来する、という旨の説明を行いつつメッセージ募集を行っていた。）それを朝井は気に入らないらしく、ちょくちょく「メール!」と突っ込んでいた。また朝井の「メール」に対し加藤が「カードね」と突っ込む場面も多々あった。しかし、加藤はつられたり勢いで「メール」ということがあり、逆に朝井も勢いで「カード」と言ってしまうことがあった。結果、番組内では辻仁成＝カードの人という構図が出来上がっているという。

### 特別番組
2022年10月22日に土曜ZERO枠にて6年半ぶりに一夜限りの特別番組として復活を果たしており、11か月後となる翌年の9月2日にも2度目の復活特番を放送。さらに、2024年8月24日にも1年ぶりに3年連続の復活特番を放送している。

## 放送時間

### レギュラー放送
- 土曜 3:00 - 5:00（金曜　27:00 - 29:00）

西日本放送と南海放送は4:00までの1時間放送となっている。

### 特別番組
- 日曜 3:00 - 5:00（土曜　27:00 - 29:00）

IBC岩手放送と山形放送、和歌山放送は4:00の1時間放送となっている。2022年と2023年はニッポン放送にて4:50で飛び降りしていたが、2024年は他ネット局と同様にフルネットとなっている。
ネット局については「オールナイトニッポン0(ZERO)#ネット局」も参照。

## テーマ曲
- オープニング：岡村靖幸「だいすき」
- エンディング：フジファブリック「赤黄色の金木犀」→ハーブ・アルパートとティファナ・ブラス「BITTERSWEET SAMBA」

「BITTERSWEET SAMBA」以外は2人が相談に相談を重ねた上で決定した。
「だいすき」は特別番組の時もオープニング曲として流している（通常時の土曜ZERO枠はオープニング・エンディングとも「BITTERSWEET SAMBA」）。

## コーナー
作家が文章を書き上げたときの言葉を用いて、コーナーの終了時は「校了」と発せられて終わった。★印は特別番組でも放送。
- 泣きながら一気に読みました

本の帯コメントを誰がどんな風に書けば売れるのか、を募集するコーナー。コーナー名は小説『世界の中心で、愛をさけぶ』の柴咲コウによる帯コメントが元ネタ。ほとんどメールが届かず1回紹介したのみで校了した。
- 愛され花嫁

よく考えると矛盾しているかのようなフレーズを募集するコーナー。2015年5月22日に校了した。
- 前のタクシー追ってください

人生で一度は言ってみたい台詞を募集するコーナー。
2015年5月より、台詞を紹介後、締めに「タクシー!」とどなりをいれることが定例となっていた。2015年9月4日に校了した。
- ★国境の長いトンネルを抜けると......

名作であることを予感させる「小説の一行目」のみを募集するコーナー。
2015年6月の放送分より、マイナビウーマンの東京西川のページ「連載小説 6人の眠り姫」との連動企画として、このコーナーで採用された中から毎月一つを加藤が選び、実際にそれを書き出しに使った小説を書くことが発表された。ラジオ内でのコーナーは2016年3月11日に校了したが、加藤がMCを担当している「真夜中のニャーゴ」で、2016年4月以降も月に1回、朝井の番組出演日にこのコーナーを継続することが発表された。
- かとちえ×舞のラジオ！ラジオ！ラジオ！⇒かとちえ×舞のラジオ！ラジオ！ラジオ！2015⇒かとちえ×舞のラジオ！ラジオ！ラジオ！2016

加藤が高校時代に同級生の「ひらまい」と地元旭川市のコミュニティFM、FMりべーるで担当していたレギュラー番組がどんな内容だったのかをリスナーに教えてもらうコーナー。加藤に内密で始まった上、本人も全く内容は知らない。番組名はフリッパーズ・ギターの「カメラ! カメラ! カメラ!」から引用しているとのこと。
2015年6月12日はスペシャルウィーク開催に合わせ、様々なルートを使って発掘したレギュラー番組放送当時の実際の音源と、FMりべーるのステーションジングルを流す特別企画「みんな集まれ旭川っしょいスペシャル！！」を行った。
その翌週にいったん校了宣言した上でリニューアルを発表し、当時の番組内容を教えてもらうコーナーから、2015年及び2016年の現在も番組が続いているという前提で感想を送ってもらうというコーナーに変更された。リニューアル後は番組ジングルではなくFMりべーるのステーションジングルを流すことを合図にしている。2016年3月18日に校了した。
- なぜ、この人と話をすると楽になるのか

ニッポン放送の吉田尚記アナウンサーの著書「なぜ、この人と話をすると楽になるのか」のような、売れそうな新書のタイトルを募集するコーナー。2016年3月11日に校了した。
- 何者キャスト予想

朝井の直木賞受賞作である「何者」が実写映画化されることになり、2016年秋の公開が発表されたのに合わせ、主要キャスト五人の予想を募集していた。予想は一人一通のみ、締切はキャストの公式発表まで。
- 曲対決のコーナー

週替わりのテーマで2人が曲をセレクトし、「曲名やアーティストには触れないように」プレゼン。スタッフの挙手が多かった方の曲がかかる。『バナナマンのバナナムーンGOLD』にも似たようなコーナーがあるが、毎回、「バナナムーンとは関係ありません」と断りを入れている。2016年3月25日に校了した。
このほか、3時台の最後は朝井がセレクトした「つんく♂」プロデュースの曲がかかり、またCMフィラーで流れる12曲はADが週替わりのテーマに沿って選曲している。
3時台から4時台の前半は主に2人のフリートークで構成されるので概ね4:20頃から随時コーナーを行うが、フリートークが伸びすぎて結果的にすべてのコーナーが飛んだこともある。
復活特番では、レギュラーコーナーでは「国境の長いトンネルを抜けると......」を復活、また「6年半で変わったこと」をカードテーマとしてメッセージを受け付けたものの、例によってオープニングトークが延びたため一部地域では朝井のフリートークの結末は聴けず、メッセージも数通の紹介にとどまったうえ、4曲セレクトしていたものの、加藤のセレクトした小沢健二のみがかかった。

## ゲスト及びその他の出演者
- 久保ミツロウ、能町みね子（2015年4月3日放送分）- 火曜ZERO第一期パーソナリティ、のちに火曜一部、木曜GOLDを担当した。朝井・加藤ともちょくちょく会っているようで、第1回放送ということもあり最初は見守るつもりで見学に来ていたが、結局4時台から急遽スタジオに乱入。
- 松居大悟（2015年9月11日放送分）
- 春日俊彰（オードリー)（2015年10月23日放送分）- スペシャルウイーク企画。『オードリー春日さんにフリートークの極意を学ぼう！』と称して朝井・加藤がオードリー春日にフリートークに関する悩みを相談するというもの。
- aiko（2015年11月20日放送分）- 番組リスナーでもあるaiko本人の希望によりゲスト出演。「かとちえ×舞のラジオ！ラジオ！ラジオ！」における高校時代の加藤の「aikoに似てるって言われたことあるよ」という発言が元となり、オープニングからゲスト紹介の途中まで、朝井と、加藤になりすましたaikoがトークコントを披露した。前述の加藤の発言に関してaikoは「面白かった」とコメントし、無事和解している。
- 村田沙耶香（2015年12月18日放送分）
- 若林正恭（オードリー)（2016年2月19日放送分）

## スタッフ
前任のラブレターズ同様、毎回エンディングにおいてスタッフ名を全員読み上げている。
- 構成：奥田泰、関口勇斗
- ミキサー：大坪秀嗣
- AD：冨山雄一（～2015年6月。金曜一部へ異動）→舟崎彩乃（2015年7月～）[10]
- NOTTVスタッフ
  - ディレクター：パヴェル
  - AP：河辺健司
- プロデューサー：節丸雅矛（2015年6月23日～編成局編成部長へ異動）→橋内慎一（2015年7月～）
- ディレクター：宗岡芳樹